# Franco Citti
Franco Citti, född 23 april 1935 i Fiumicino, Italien, död 14 januari 2016 i Rom, var en italiensk skådespelare. 
Hans genombrott kom i Pier Paolo Pasolinis film Snyltaren, vilken gjorde att han nominerades till priset som bästa skådespelare i en huvudroll vid galan British Academy Film Awards år 1961. Han kom sedan att medverka i sex av Pasolinis filmer, men även i 60 andra film- och tv-produktioner. Han var bror till regissören och manusförfattaren Sergio Citti.
Citti föddes i Fiumicino och arbetade som målare och daglönare när han vid 26 års ålder upptäcktes av Pier Paolo Pasolini som kom att uppskatta Cittis distinkta romerska drag. I Pasolinis debut som regissör, Accattone, fick Citti huvudrollen och kom i filmen att spela mot ett antal amatörskådespelare. Förutom nomineringen till BAFTA Awards nominerades han också till priset som bästa skådespelare i Nastro d'Argento.
Pasolini kom att använda Citti i ytterligare sex filmer, vilket gjorde Citti till en av Pasolinis närmaste medarbetare. I Mamma Roma från 1962 spelade han mot Anna Magnani där han gjorde rollen som Carmine. År 1967 gjorde han titelrollen som Oidipus i Oedipus Rex, år 1969 en roll som kannibal i Svinstian, år 1971 rollen som Ser Ciappelletto in Decamerone, år 1972 rollen som Satan i Canterbury Tales och 1974 rollen som demonen i Tusen och en natt. År 2002 medverkade han i dokumentären Pier Paolo Pasolini e la ragione di un sogno av Laura Betti, där han berättade om sitt samarbete med Pasolini.
Citti arbetade också med filmskapare som Sergio Corbucci, Carlo Lizzani, Valerio Zurlini och Bernardo Bertolucci. Han gjorde flera filmer som regisserades av brodern Sergio, och bröderna samarbetade med regin i filmen Cartoni animati från 1998. Hans roll som Calo, , Michael Corleones livvakt i Gudfadern I och III, gjorde honom känd även för en publik utanför Italien.
Han avled i Rom 2016, efter en längre tids sjukdom.